# Formal Growth in the Desert
Formal Growth in the Desert è il sesto album in studio della band post-punk americana Protomartyr. È stato pubblicato il 2 giugno 2023 con l'etichetta Domino Records. È stato preceduto dai tre singoli Make Way, Elimination Dances e Polacrilex Kid.

## Tracce
1. Make Way – 2:58
2. For Tomorrow – 2:27
3. Elimination Dances – 3:37
4. Fun in Hi Skool – 2:43
5. Let's Tip the Creator – 3:43
6. Graft vs. Host – 2:52
7. 3800 Tigers – 2:24
8. Polacrilex Kid – 3:48
9. Fulfillment Center – 1:53
10. We Know the Rats – 2:56
11. The Author – 3:21
12. Rain Garden – 4:59